# 山田英
山田 英（やまだ えい、1950年〈昭和25年〉6月27日 - ）は、日本の経営者。アンジェス社長。医学博士。

## 経歴
仙台市に生まれる。1981年（昭和56年）3月、東北大学大学院医学研究科博士課程修了。日本学術振興会奨励研究員となったのち、三菱化成工業（現三菱化学）、そーせいを経て、2000年（平成12年）8月、宝酒造に入社し、ドラゴン・ジェノミクス（現タカラバイオ）取締役に就任した。2001年（平成13年）5月、アンジェスエムジー（現アンジェス）に入社。事業開発本部長、取締役を経て、2002年（平成14年）9月、同社社長に就任した。ほか、アンジェスユーロリミテッドCEO、AnGes USA Inc.CEO、MyBiotics Pharma Ltd.社外取締役、EmendoBio Inc.社外取締役、日本バイオテク協議会会長を歴任した。